# Klein-Waterberg
Der Klein-Waterberg (1930 m) ist ein Tafelberg in Namibia und Teil des Waterberg-Plateaus. Am Westrand des Klein-Waterbergs befindet sich der höchste Punkt des gesamten Plateaus. Es handelt sich hierbei um ein Sediment-Plateau in Reliefumkehr, die Schichten fallen dabei nach
Ostnordost ein, bis sie unter sandigen Ebene der Kalahari abtauchen. Vom (Großen) Waterberg, der nicht ganz die Höhe des Klein-Waterberges erreicht aber flächenmäßig größer ist, ist der Klein-Waterberg durch die sogenannte Pforte von Omuverume getrennt.
Ausgehend vom höchsten Punkt im Westen erstreckt sich das Plateau des Klein-Waterbergs über knapp 13 Kilometer in ostnordöstlicher Richtung, an seiner breitesten Stelle ist es dabei etwa 3,5 Kilometer breit.